# 경수정
경수정은 대한민국 경상북도 의성군 춘산면 대사리 61에 있다. 2013년 5월 28일 의성군의 문화유산 제13호로 지정되었다.

## 개요
경수정은 김녕인(金寧人) 만수(晩守) 김성진(金聲振)을 추모하여 그의 5대손 김대규(金大圭)가 1927년에 건립한 정자이다.